# Развор
46°05′ пн. ш. 15°40′ сх. д. / 46.08° пн. ш. 15.66° сх. д.
Развор (хорв. Razvor) — населений пункт у Хорватії, в Крапинсько-Загорській жупанії у складі громади Кумровець.

## Населення
Населення за даними перепису 2011 року становило 191 осіб.
Динаміка чисельності населення поселення:

## Клімат
Середня річна температура становить 9,80 °C, середня максимальна – 23,66 °C, а середня мінімальна – -6,25 °C. Середня річна кількість опадів – 1075 мм.
| Клімат поселення                              | Клімат поселення | Клімат поселення | Клімат поселення | Клімат поселення | Клімат поселення | Клімат поселення | Клімат поселення | Клімат поселення | Клімат поселення | Клімат поселення | Клімат поселення | Клімат поселення | Клімат поселення |
| Показник                                      | Січ.             | Лют.             | Бер.             | Квіт.            | Трав.            | Черв.            | Лип.             | Серп.            | Вер.             | Жовт.            | Лист.            | Груд.            |                  |
| Середній максимум, °C                         | 5,54             | 7,45             | 11,54            | 15,82            | 20,62            | 23,66            | 23,32            | 22,83            | 18,93            | 13,82            | 8,22             | 4,06             |                  |
| Середня температура, °C                       | −0,35            | 1,55             | 5,66             | 9,93             | 14,73            | 17,77            | 19,52            | 19,04            | 15,12            | 10,02            | 4,42             | 0,25             |                  |
| Середній мінімум, °C                          | −6,25            | −4,35            | −0,24            | 4,04             | 8,82             | 11,88            | 15,72            | 15,24            | 11,31            | 6,21             | 0,62             | −3,54            |                  |
| Норма опадів, мм                              | 50               | 54               | 72               | 77               | 93               | 130              | 104              | 107              | 109              | 103              | 101              | 75               |                  |
| Середньомісячна швидкість вітру, м/с          | 1.60             | 1.77             | 2.14             | 2.10             | 2.00             | 1.80             | 1.71             | 1.60             | 1.51             | 1.59             | 1.70             | 1.64             |                  |
| Середньомісячна сонячна радіація, кДж/м²·день | 4073             | 6823             | 10384            | 14747            | 18720            | 20509            | 21166            | 18584            | 13687            | 8529             | 4514             | 3238             |                  |
| --------------------------------------------- | ---------------- | ---------------- | ---------------- | ---------------- | ---------------- | ---------------- | ---------------- | ---------------- | ---------------- | ---------------- | ---------------- | ---------------- | ---------------- |
| Джерело:                                      |                  |                  |                  |                  |                  |                  |                  |                  |                  |                  |                  |                  |                  |